# Regne de Saguenay
El nom Regne de Saguenay (francès: Royaume du Saguenay) té suposadament el seu origen en una llegenda iroquesa, recollida pels francesos durant la colonització francesa en els segles XVI i XVII. Segons els iroquesos de Saint-Laurenty Llorenç, hi havia un regne al nord, d'homes rossos amb or i pells en un lloc que anomenaven Saguenay.
Jacques Cartier va descriure per primer cop el descobriment del riu Saguenay en el seu segon viatge en 1536; anava amb els fills del cap Donnacona, cap de Stadacona que li van dir que era el camí cap al regne de Saguenay. Quan era empresonat a França el 1530, el propi Donnacona també explicava històries sobre això, afirmant que tenia grans mines de plata i d'or. Això va estimular força al rei Francesc I de França a establir una expedició de colonització al Canadà, dirigida per Cartier-Roberval de 1541-1543 que van buscar en va aquest regne. Avui en dia, se sap que és totalment mític, un malentès europeu (o constituït), o un intent iroquès d'enganyar o confondre als francesos. No obstant això, alguns han especulat que era un antic assentament europeu precolombí Europa al que es referia la tradició oral iroquesa, com ara l'assentament dels nòrdica a L'Anse aux Meadows.
El nom Saguenay va sobreviure en molts noms de noms moderns. La regió moderna de Saguenay, inclosa la Ville de Saguenay (Chicoutimi-Jonquière), es troba a ambdós marges del riu Saguenay al Quebec. Com a nom del rei, el Regne ha esdevingut l'homònim de Saguenay Herald en l'Autoritat Heràldica del Canadà. Forma part de la regió administrativa de Saguenay-Lac-Saint-Jean. Avui la regió de Saguenay-Lac-Saint-Jean es coneix de vegades de forma metafòrica com el Royaume du Saguenay, per exemple en màrqueting turístic.
Sense relació amb la llegenda, un projecte de micronació a la regió de Saguenay, Le Royaume de L'Anse-Saint-Jean va aconseguir una certa importància en 1997.
El nom Saguenay no està relacionat amb la badia de Saginaw, el nom del riu i la ciutat de Saginaw (Michigan) que és d'origen ojibwa.